# DN56B
De DN56B (Drum Național 56B of Nationale weg 56B) is een weg in Roemenië. Hij loopt van Hinova via de Porțile de Fier II aan de Donau naar Servië. De weg is 31 kilometer lang.